# Prison du Dartmoor
Pour les articles homonymes, voir Dartmoor (homonymie).
HM Prison Dartmoor
La prison du Dartmoor (en anglais : HM Prison Dartmoor) est une prison britannique pour hommes de catégorie C, située dans la commune de Princetown, dans le comté de Devon et dans la région d'Angleterre du Sud-Ouest. Il relève du His Majesty's Prison Service.
L’établissement est situé dans le Parc national de Dartmoor.

## Description

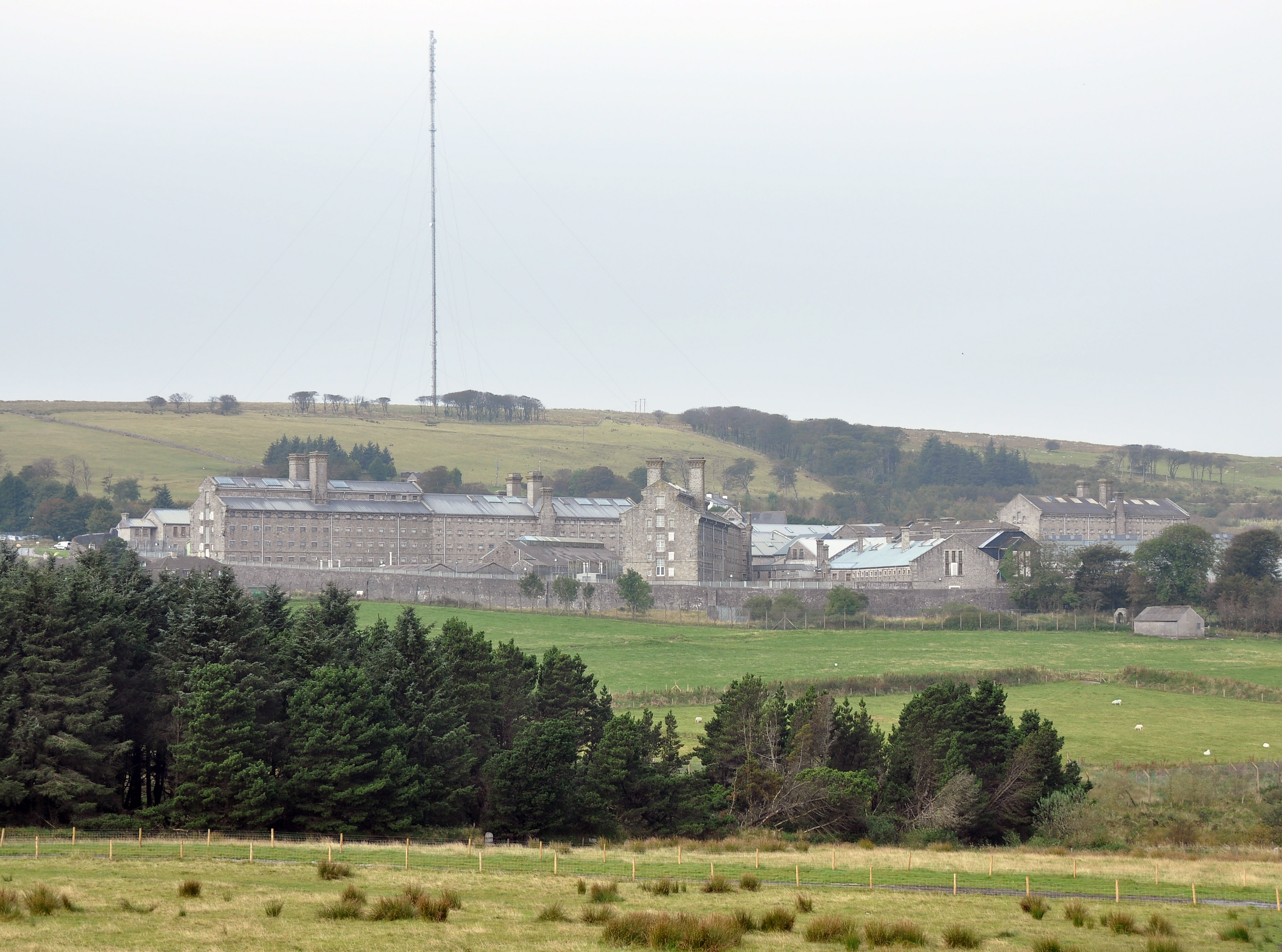
Prison du Dartmoor.

## Musée
Le musée de la prison de Dartmoor se trouve à côté de la prison et montre son histoire et la vie des prisonniers dans cette prison. 